# رودنيي
رودنيي (بالبرتغالية: Rodnei‏) (11 سبتمبر 1985 بساو باولو في البرازيل - ) هو لاعب كرة قدم برازيلي في مركز قلب الدفاع. لعب مع آر بي لايبزيغ وميونخ 1860 ونادي ريد بل سالزبورغ ونادي كايزرسلاوترن ونادي هرتا برلين وياغيلونيا بياويستوك ونادي فيلنيوس وأتلتيكو يوفنتوس.

## وصلات خارجية
- رودنيي على موقع قاعدة بيانات كرة القدم.إي يو (الإنجليزية)
- رودنيي على موقع بيانات كرة القدم. دي إي (الألمانية)
- رودنيي على موقع Soccerway.com (الإنجليزية)
- رودنيي على موقع عالم كرة القدم.نت (الإنجليزية)